# Кейсай Ейсен
Кейсай Ейсен (яп. 渓斎 英泉, 1790 —20 серпня 1848) — японський художник і письменник періоду Едо.

## Життєпис
Походив з роду Ікеда. Син Ікеда Сіґехару, відомого каліграфаі поета. Народився 1790 року в Едо. З дитинства виявив хист до малювання. Він був відданий в учні до художника Кано Хаккейсай (представника школи Кано), від частини імені якого він взяв собі ім'я Кейсай. В цей час Ейсен захопився старовинною гравюрою укійо-е. Після смерті батька його вчителем став художник Кікукава Ейдзан, у якого Ейсен навчався протягом 3 років. Розквіт творчості припадає на 1818—1844 роки. Усе життя прожив в Едо, де створював свої роботи. Помер у 1848 році в Едо.

## Творчість
Спочатку малював картини під сильним впливом Кікуґава Ейдзана, потім Кітаґава Утамаро, але невдовзі він виробив власний стиль, що відрізняється поєднанням вишуканості та стильності, але з вульгаризмами. В його доробку є багато з гравюр — «сурімоно» з ліричним або еротичним змістом.
Найбільш уславився створенням картин бідзінга (зображення красунь), які були більш природними і буденними, ніж в картинах попередніх художників, і висловлювали чутливість, що було мало представлено до нього. Він зображував жінок всіх верств суспільства, але без певної соціальної спрямованості: художника, перш за все, приваблювала їх зовнішня краса. Ейсен був захоплений тонкою грою ліній, складним малюнком жестів і поз, різноманітністю декоративних візерунків одягу. Його улюблений образ — кокетливі гейші в розкішних кімоно, прикрашених багатими орнаментальними мотивами.
Також створив багато портретів сучасників у стилі окубі-е («картина з великою головою»), які є важливим джерелом з історії моди того часу. Серед робіт особливо цінувалися поясні портрети красунь, надзвичайно реалістичні і чуттєві (серія «Збірка восьми обраних»), і вишукані старовинні гравюри, виконані в техніці айдзурі.
З 1820-х років став працював у жанрі фукейґа (пейзаж). Перехідним моментом до цієї теми стали зображення красунь на чудовому пейзажному тлі (в сніговий день, на тлі квітучої сакури або морського прибою). Ейсен створив серію ландшафтних гравюр, де, наслідуючи розписам китайської порцеляни, використовував синій і червоний кольори. Відомий цикл пейзажів «Шістдесят дев'ять станцій Кісокайдо» (розпочато на початку 1830-х років), який він не довів до кінця. Справу завершив Утаґава Хірошіґе, з яким Кейсай Ейсен працював над цим циклом. Тому зрештою уся слава від створення циклу дісталася Утаґава Хірошіґе.
Є автором «Сорока семи ронінів», де представлено їх життя, кілька книг, зокрема продовження «Історія гравюр укійо-е» з біографіями художників. Він написав також додаток з назвою «Нариси безіменного старого» (1833 рік), де Ейсен зібрав короткі біографічні відомості, а також висловлювання, анекдоти і легенди про художників (зокрема й власний життєпис), описавши себе як розпусного п'яницю і колишнього власника борделю в Недзу, який згорів в 1830-і роки.